# Městský hřbitov Český Brod
Městský hřbitov v Českém Brodě se nachází na jižním okraji města v části Malechov v ulici Ke Hřbitovu. Má rozlohu přibližně 1,4 hektaru a nachází se v nadmořské výšce 237–238 metru.

## Historie
Byl založen roku 1898 jako třetí českobrodský hřbitov (první byl u kostela sv. Gotharda na náměstí, druhý u kostela Nejsvětější Trojice; oba již zanikly; Židé byli pochováváni na židovském hřbitově v Přistoupimi). Na jeho výstavbu finančně přispěli občané města, českobrodští živnostníci a továrníci.
Roku 1927 zde bylo zřízeno kolumbárium, které projektoval architekt Zdeněk Podpěra z Kralup nad Vltavou. Obřadní síň od architekta Jaroslava Kándla byla postavena roku 1962 u hlavního vchodu. Jedná se o jednoduchou stavbu s jednoduchým interiérem. Ze zajímavých náhrobků je zde například figurální náhrobek studenta Frantoška Tlapáka, jehož autorem je pražský sochař Rudolf Čermák.
Na hřbitově jsou pohřbeni architekti Antonín Balšánek, Jan Koula a jeho syn Jan E. Koula.